# Route nationale inter-états 7
Pour les articles homonymes, voir Route nationale 7.
La route nationale inter-états 7 (RNIE 7) est une route béninoise allant de la frontière burkinabé à la frontière nigériane, en passant par Banikoara, Kandi et Segbana. Sa longueur est de 222 km.

## Tracé
- Burkina Faso
- Département de l'Alibori
  - Banikoara
  - Kandi
  - Segbana
- Nigeria